# Anton Arenski

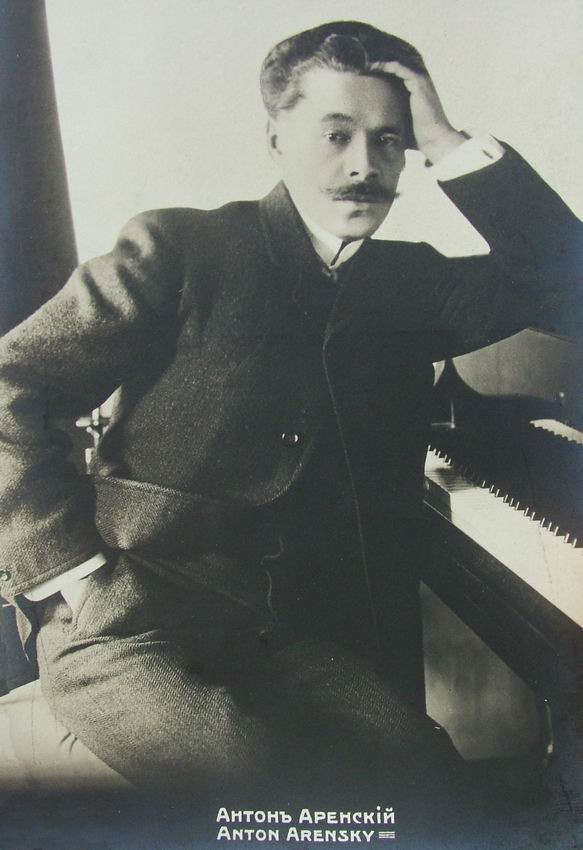
Anton Arenski

Anton Stepanovitsj Arenski (Russisch: Антон Степанович Аренский) (Novgorod, 12 juli 1861 - Terijoki (grootvorstendom Finland), 25 februari 1906) was een Russische componist en leerling van Nikolaj Rimski-Korsakov.
Zijn composities behelzen onder meer de opera's Een droom op de Wolga, Raphael en Nal en Damajanti, het ballet Egyptische nachten, toneelmuziek voor The Tempest van Shakespeare, twee symfonieën, variaties op een thema van Tsjajkovski voor strijkorkest, een pianoconcert, kamermuziek, waaronder een opmerkelijk Trio (nr. 1) voor viool, cello en piano, vele stukken voor piano, koorwerken, liederen en kerkmuziek. Daarnaast was hij docent aan het conservatorium van Moskou.

## Levensloop
Anton Stepanovitsj Arenski werd geboren in 1861 te Novgorod. Zijn beide ouders waren muzikaal en hij kreeg zijn eerste pianolessen van zijn moeder. In 1879 werd hij aan het conservatorium van Sint Petersburg toegelaten. Daar componeerde hij zijn pianoconcert. Behalve invloeden van Chopin, Grieg, Mendelssohn is hierin zijn voorliefde voor onregelmatige maatsoorten al op te merken. De finale is in vijfkwartsmaat gecomponeerd. Arenski studeerde in 1882 af. Rimski-Korsakov, een van zijn leraren, voorspelde hem geen grootse toekomst als componist. Zijn eerste symfonie uit 1883 laat Rimski's invloed duidelijk horen.
Van 1883 tot 1894 gaf Arenski les aan het conservatorium van Moskou, waar Sergej Rachmaninov, Alexander Skrjabin en Alexander Gretchaninov tot zijn studenten behoorden. Hij raakte er ook bevriend met Tsjajkovski. Hij volgde op diens aanbeveling Balakirev op als dirigent van de Keizerlijke Hofkapel.
In 1894 nam hij plotseling ontslag als dirigent/directeur van de Keizerlijke Hofkapel en verhuisde terug naar St.Petersburg, het centrum van de Russische Nationale School: Russische melodieën in een wereldlijke verpakking. Hij deed afstand van een riant salaris en een leven lang pensioen van 6000 roebels per jaar.
Van het privéleven van Arenski is weinig bekend. Hij bleef vrijgezel en thuis ontving hij nauwelijks bezoek. In zijn memoires schrijft Rimski-Korsakov dat Arenski zich te buiten ging aan drank en gokken, wat waarschijnlijk ook de reden is geweest van zijn plotselinge vertrek uit Moskou
Zijn twee populairste en meest gespeelde stukken zijn: Variaties op een thema van Tsjajkovski, op.35 in E mineur (aanvankelijk voor viool, altviool en 2 celli, later voor strijkorkest) en Trio voor viool, cello en piano in D mineur, op.32 (zie boven).
In 1906 stierf Arenski in een kliniek in het toen tot Rusland behorende grootvorstendom Finland aan de gevolgen van tuberculose.

## Composities

### Theatermuziek
- 'Een droom op de Wolga', opera, op.16 (1888)
- 'Raphael', opera, op.37 (1894)
- 'Egyptische nachten', balletmuziek, op.50 (1900)
- 'Nal en Damajanti', opera, op.47 (1903)
- 'The Tempest', muziek bij een toneelstuk van Shakespeare, op.75 (1905)

### Muziek voor (on)begeleid koor/vocaal ensemble
- 'De houten koning', cantate (naar Goethe), voor solostem, koor en orkest op.3 (1882)
- 'Hymne aan de kunst' (naar Schiller), solostemmen, koor en orkest, zonder opusnr. (1884)
- 'Antsjar' (op tekst van Poesjkin), gemengd koor a capella, op.14 (1891)
- Cantate bij het 10-jarige jubileum van de kroning van Hunne Keizerlijke Majesteiten (solostemmen, koor en orkest, op.26 (1891)
- Twee wereldlijke koorwerken, voor mannenkoor a capella: op.31 (1893)
- Drie wereldlijke koorwerken, voor gemengd koor a capella: op.39 (1895)
- Vier religieuze koorwerken, voor gemengd koor a capella: op teksten uit de Liturgie van de Heilige Johannes Chrysostomos; op.40 (1897)
- 'De fontein van Bachtsjisaraj' (op tekst van Poesjkin), cantate, voor solostemmen, koor en orkest; op.46 (1899)
- Twee vocale kwartetten (SATB), op.55
- Drie vocale kwartetten (SATB, met cello), op.57
- 'De bokaal', cantate (naar Zjoekovski), voor solostem, koor en orkest, op.61 (1902)
- 'De bloementuin', acht stukken voor mezzosopraan, vrouwenkoor en piano, op.69 (1903)

### Orkestwerken
- Pianoconcert in f-klein, op.2 (1882)
- Intermezzo in g-klein voor strijkorkest, op.13 (1882)
- Symfonie nr.1 in b-klein, op.4 (1883)
- Suite nr.1 in g-klein 'Variaties', op.7 (1885)
- 'Marguerite Gautier', fantasie voor orkest, op.9 (1886)
- '18 november 1889', plechtige mars voor Anton Rubinsteins jubileum, op.18 (1889)
- Symfonie nr.2 in A-groot, op.22 (1889)
- Vioolconcert in a-klein, op.54 (1891)
- 'Variaties over een thema van Tsjaikovski' voor strijkorkest, op.35a (1894, gebaseerd op Tsjaikovski's 'Legende' op.54, nr.5 - is een eigen bewerking van het tweede deel van Arensky's 2de strijkkwartet op.35)
- Fantasie over thema's van Rjabinin op.48, voor piano en orkest (1899, ook bekend als 'Fantasie over twee Russische volksliederen')
- 'Egyptische nachten' suite naar de gelijknamige balletmuziek, op.50a (1902)

- Mars 'ter nagedachtenis van Soevorov', zonder opusnr. (1900)
- Adagio uit het 2de strijkkwartet, voor strijkorkest, op.35a (?)

- Suite nr.2, op.23 'Silhouetten' (1892, oorspronkelijk voor twee piano's)
- Suite nr.3 in C-groot, op.33 'Variaties' (1894, oorspronkelijk voor twee piano's)

### Kamermuziek
- Strijkkwartet Nr.1 in G-grote terts, op.11 (1888)
- Twee stukken, voor cello en piano, op.12 (?)
- Vier stukken voor viool en piano, op.30 (?)
- Pianotrio Nr.1 in d-kleine terts op.32 (1894)
- Strijkkwartet Nr.2 in a-kleine terts op.35 voor viool, altviool en twee celli (1894)
- Pianokwintet in D-grote terts op.51 (1900)
- Vier stukken voor cello en piano op.56 (?)
- Vier stukken voor viool en piano op.72 (?)
- Pianotrio Nr.2 in f-kleine terts op.73 (1905)

### Pianomuziek voor twee (en vier) handen
- Zes canonische pianostukken, op.1 (?)
- Zes pianostukken, op.5 (1884)
- Scherzo in A-grote terts, op.8 (?)
- Suite nr.1 voor twee piano's, op.15 (?)
- Drie pianostukken, op.19 (?)
- 'Bigarrures', drie pianostukken, op.20 (?)
- 'Silhouetten' (Suite nr.2) voor twee piano's, op.23 (1892)
- 'Trois Esquisses', op.24 (?)
- Vier pianostukken, op.25 (?)
- 'Essais sur les rythmes oubliés': op.28 (zes pianostukken)
- 'Variations' (Suite nr.3) voor twee piano's, op.33 (?)
- Zes kinderstukken, op.34 (?)
- 24 karakterstukken, op.36 (1894)
- Quatre Études, op.41 (1896)
- 'Improvisation', zonder op.nr (1896)
- Drie pianostukken, op.42 (?)
- 'Six Caprices', op.43 (?)
- 'Près de la Mer - six esquisses', op.52 (?)
- Zes pianostukken, op.53 (1901)
- Suite nr.4 voor twee piano's, op.62 (?)
- Douze Préludes, op.63 (?)
- Suite nr.5 voor kinderen, voor 2 piano's, op.65.
- Twaalf stukken voor piano-vierhandig, op.66 (?)
- 'Arabesques', op.67 (?)
- Douze Études, op.74 (1905)
- Twee pianostukken (Fuga, Wals), zonder op.nr (?)

### Liederen voor solostem(men) en piano of anderszins
- Vier liederen, op.6 (?)
- Zes liederen, op.10 (?)
- Vier romances, op. 17 (?)
- Twee romances, op.21 (?)
- Zes romances, op.27 (?)
- Drie duetten, op.29 (?)
- Zes romances, op.38 (?)
- Zes romances, op. 44 (?)
- Twee duetten, op.45 (?)
- Vijf romances, op.49 (?)
- 'De wolven' ballade voor bas-solo en orkest, op.58 (?)
- Zes kinderliederen, op.59 (?)
- Acht romances, op.60 (?)
- Vijf romances, op.64 (?)
- Drie declamatoria voor spreekstem en orkest, op.68 (?)
- Vijf liederen, op.70 (?)
- 'Herinneringen' (vijf liederen), op.71 (?)
- Vijf romances, zonder op.nr. (?)

## Theoretische werken
- 'Een korte gids voor de praktische studie van harmonie' (uitsluitend in het Russisch: Moskou, 1891, 5/1929)
- 'Een gids voor de bestudering van vormen in de instrumentale en vocale muziek' (uitsluitend in het Russisch: Moskou, 1893-1894, 6/1930)
- 'Een verzameling van oefeningen voor de praktische studie van harmonie' (uitsluitend in het Russisch: Moskou 1897)

## Voetnoten
1. ↑  Nikolai A. Rimski-Korsakov, Moei muzikal'noy zhizni, 1844-1906. St. Petersburg 1909 (Franse vertaling in PDF-formaat)

- Bibsys: 3106440
- Biblioteca Nacional de España: XX936149
- Bibliothèque nationale de France: cb13890859p (data)
- Catàleg d'autoritats de noms i títols de Catalunya: 981058618239506706
- CiNii: DA07279981
- Gemeinsame Normdatei: 118875655
- International Standard Name Identifier: 0000 0001 0889 0034
- Library of Congress Control Number: n79072720
- Nationale Bibliotheek van Letland: 000035741
- MusicBrainz: bfe09fc5-c12a-413d-88bf-b40bea40bf4c
- Bibliotheek van het Japanse parlement: 01078767
- Nationale Bibliotheek van Tsjechië: jn20000600366
- Nationale bibliotheek van Australië: 35632232
- Nationale Bibliotheek van Israël: 987007257859405171
- Nationale Bibliotheek van Polen: a0000001282191
- Nationale en Universitaire bibliotheek Zagreb: 000346397
- Nederlandse Thesaurus van Auteursnamen: 073624292
- Réseau des bibliothèques de Suisse occidentale: 02-A000009344
- LIBRIS: 218037
- SNAC: w6kd2pjf
- Système universitaire de documentation: 079951244
- Trove: 1022096
- Virtual International Authority File: 37714181
- WorldCat: E39PBJkMPGhBbM6JBJghVbFYfq